# Moštěnka
Die Moštěnka (deutsch Moschtienka, früher Stvola) ist ein linker Nebenfluss der March in Tschechien.

## Geographie
Die Moštěnka entspringt vier Kilometer südlich von Osíčko am Kamm der Hostýnské vrchy zwischen dem Javorník (799 m) und Kelčský Javorník (865 m). Am nordwestlichen Fuße des Kelčský Javorník wird ein Teil ihres Wassers über einen Wasserteiler nach Loukov in den Bach Libosvárka abgeleitet.
Bei Osíčko und Příkazy fließt die Moštěnka in die mährische Ebene ein. An ihrem zunächst nach Nordwesten führenden Lauf liegen die Orte Horní Újezd, Vítonice und Žákovice. Hier wendet sich der Fluss nach Südwesten und über Blazice, Lhotsko, Radkova Lhota, Radkovy, Dřevohostice, Turovice, Domaželice, Čechy, Prusy und Beňov erreicht er Horní Moštěnice, wo in die Bahnstrecke Přerov–Břeclav und die Europastraße 55 überbrückt.
Ab Záhatí schlägt die Moštěnka eine südliche Richtung ein und an Vlkoš, Kanovsko, Říkovice, Žalkovice, Kyselovice, Břest, Skaštice und Plešovec vorbei, mündet sie nach 45,6 Kilometern bei der Siedlung Horní Zahrady am nördlichen Stadtrand von Kroměříž in die March. Ihr Einzugsgebiet beträgt 354,6 km².
Zwischen den Mündungen der Haná und der Moštěnka befindet sich links der March das Naturreservat Rameno Moravy.

## Geschichte
Oberhalb von Horní Moštěnice befand sich auf einer Insel zwischen zwei Flussarmen die seit 1389 nachweisbare Feste Stvolabach. Ursprünglich mündete die Moštěnka in die Bečva.
Bei der zwischen 1920 und 1926 erfolgten Regulierung wurden die letzten Mauern der gegenüber der Stohlbacher Mühle / Mlýn Stolbach gelegenen Feste Stvolabach abgetragen. Zugleich wurde der alte Flusslauf der Bečva als Malá Bečva zum Zufluss der Moštěnka.
Nach seit dem 4. Juli 1997 anhaltenden Starkregenfällen überflutete der Fluss am 7. Juli zunächst Teile von Říkovice und Olšičky. Am nächsten Tage wurden bei dem Jahrhunderthochwasser Kanovsko, Bědachov und Vlkoš überschwemmt. Die Fluten erreichten dabei eine Höhe bis zu zwei Metern. Nachdem das Hochwasser am 12. Juli wieder abgeklungen war, schwoll der Fluss am 18. Juli wieder an. Da zugleich auch die Bečva Hochwasser führte, überflutete die Moštěnka wegen des Rückstaus die noch aufgeweichten Dämme erneut um einen halben Meter. Nach dem Rückgang der Pegel konnte am 22. Juli 1997 die Hochwasserwarnung aufgehoben werden.

## Zuflüsse
- Osíčko (l), bei Drholec
- Býškovický potok (r), Žákovice
- Blazický potok (l), bei Lhotsko
- Dolnonětčický potok (r), bei Radkovy
- Bystřička (l), Dřevohostice
- Nahošovický potok (r), Turovice
- Šišemka (r), Domaželice
- Kozrálka (l), Domaželice
- Podolský potok (r), Prusy
- Tučínský potok (r), bei Beňov
- Beňovský potok (l), bei Beňov
- Dobrčický potok (l), unterhalb Horní Moštěnice
- Rumza (l), unterhalb Žalkovice
- Mlýnský náhon (r), bei Břest
- Kyselovský potok (r), bei Plešovec
- Malá Bečva (r), bei Plešovec

## Abflüsse
- Wasserteiler zur Libosvárka (l), am Kelčský Javorník
- Mlýnský náhon (r), Horní Moštěnice